# Chiapa (comuna)
Chiapa fue una de las comunas que integró el antiguo departamento de Pisagua, en la provincia de Tarapacá.
El territorio de la comuna fue organizado por ley N.º 17.325 del 8 de septiembre de 1970.

## Historia
La comuna fue creada por ley N.º 17.325 del 8 de septiembre de 1970.
El Decreto Ley N.º 2.868 del 26 de octubre de 1979, como parte del proceso de regionalización impulsado por la dictadura militar chilena, suprimió la comuna.